# Trichaeta
Trichaeta is een geslacht van vlinders van de familie spinneruilen (Erebidae), uit de onderfamilie Arctiinae.

## Soorten
- T. albifrontalis Pagenstecher, 1885
- T. albiplaga Walker, 1862
- T. apicalis Walker, 1856
- T. basifera Walker, 1862
- T. biplagiata Rothschild, 1912
- T. bivittata (Walker, 1864)
- T. boguimil Schaus, 1928
- T. burttii Distant, 1900
- T. democedes Schaus, 1928
- T. detracta Walker, 1862
- T. diplaga Hampson, 1898
- T. divisura Walker, 1862
- T. dohertyi Rothschild, 1910
- T. elongimacula Hampson, 1898
- T. fulvescens (Walker, 1854)
- T. hosei Rothschild, 1910
- T. kannegieteri Rothschild, 1910

- T. monoleuca Hampson, 1903
- T. parva Aurivillius, 1910
- T. proleuca Hampson, 1903
- T. pterophorina (Mabille, 1892)
- T. quadriplagata Snellen, 1895
- T. schultzei Aurivillius, 1905
- T. separabilis Walker, 1862
- T. teneiformis Walker, 1856
- T. trizonata Hampson, 1898
- T. vigorsi Moore, 1859